# 1940 في الأرجنتين
فيما يلي قوائم الأحداث التي وقعت خلال عام 1940 في الأرجنتين.

## سياسة

### انتهاء فترة المنصب
- 1 يناير – مارسال بيروتون سفير فرنسا لدى الأرجنتين ‏.
- 1 يناير – مارسال بيروتون سفير فرنسا لدى الأرجنتين ‏.

## رياضة
- 1 يناير – دوري الدرجة الأولى الأرجنتيني 1940 الفائز بوكا جونيورز.

## مواليد

### يناير
- 1 يناير – أوزفالدو ألفاريز غيريرو سياسي أرجنتيني.
- 1 يناير – سيلفيا لوسون جونستون سيدة أعمال من المملكة المتحدة.
- 4 يناير – أليسيا دوفن أورتيز كاتبة وشاعرة أرجنتينيّة.
- 13 يناير – خوان رامون ممثل أرجنتيني.

### فبراير
- 9 فبراير – إنريكي أوليفيرا سياسي أرجنتيني.

### مارس
- 10 مارس – خورخي كيسلينغ
- 11 مارس – ألبرتو كورتيز مغني وكاتب أغاني أرجنتيني.
- 21 مارس – ماريو أكونيا عالم فيزياء فلكية أرجنتيني.

### أبريل
- 9 أبريل – تشونتشونا بيافانيي ممثلة أرجنتينية.
- 30 أبريل – إرميندو أونيغا لاعب كرة قدم أرجنتيني.

### يوليو
- 4 يوليو – ميغيل أنخيل إستريلا عازف بيانو أرجنتيني.
- 16 يوليو – كارلوس روبن كانيتي ملاكم أرجنتيني.

### أغسطس
- 7 أغسطس – نيلسون أفيلا مصمم رقص أرجنتيني.
- 9 أغسطس – إليسيو ألفاريز لاعب كرة قدم أوروغواياني.

### سبتمبر
- 22 سبتمبر – مرسيدس كاريراس ممثلة أرجنتينية.

### أكتوبر
- 4 أكتوبر – سيلفيو مارزالوني لاعب كرة قدم أرجنتيني.
- 19 أكتوبر – خوان كارلوس مكاروني كهنوت أرجنتيني.

### ديسمبر
- 29 ديسمبر – نيستور كومبان لاعب كرة قدم أرجنتيني.